# Idle Hands
Idle Hands é um filme estadunidense do gênero comédia/terror de 1999.

## Sinopse
Em uma manhã de Halloween, Anton Tobias (Devon Sawa), um preguiçoso adolescente, descobre que seus pais foram mortos. Após falar com Mick (Seth Green) e Pnub (Elden Henson), dois amigos igualmente irresponsáveis, Anton conclui horrorizado que sua mão direita tem vontade própria e uma incrível sede de sangue, provocando várias mortes na vizinhança. Além disso a mão quer possuir a vizinha, por quem ele é apaixonado.

## Elenco
- Devon Sawa ... Anton Tobias
- Seth Green ... Mick
- Jessica Alba ... Molly
- Elden Henson ... Pnub
- Vivica A. Fox ... Debi LeCure
- Christopher Hart ... The Hand
- Jack Noseworthy ... Randy
- Katie Wright ... Tanya
- Sean Whalen ... McMacy
- Nicholas Sadler ... Ruck
- Fred Willard ... Senhor Tobias/Anton's father
- Connie Ray ... Senhor Tobias/Anton's mother
- Steve Van Wormer ... Curtis
- Kelly Monaco ... Tiffany
- Timothy Stack ... Diretor Tidwell
- Tom DeLonge ... Garoto fast food
- The Offspring ... Banda